# チャップリンの伯爵
『チャップリンの伯爵』（The Count）は、チャーリー・チャップリンのミューチュアル社における5作目のサイレント映画。1916年の作品。共演はエドナ・パーヴァイアンス、エリック・キャンベル。キャンベル扮する仕立屋とその見習い(チャップリン)が、偶然にも本物の伯爵に宛てられたパーティーへの招待状を見つけ、2人して伯爵を装って金持ちの家の跡取り娘 (エドナ) に取り入ろうと、諍いを起こすというドタバタ劇である。

## キャスト
- 仕立屋の見習い：チャーリー・チャップリン
- マネーバッグス嬢：エドナ・パーヴァイアンス
- 仕立屋のオーナー：エリック・キャンベル
- 伯爵：レオ・ホワイト
- 大柄の婦人：メイ・ホワイト
- マネーバッグス夫人：シャーロット・ミノー
- パーティーの訪問客：アルバート・オースチン、ジョン・ランド、スタンリー・J・サンフォード
- 執事：ジェームズ・T・ケリー
- ピエロに扮した訪問客・警官 (二役)：フランク・J・コールマン
- 小柄な訪問客：ロイヤル・アンダーウッド

### 日本語吹替
| 俳優                     | 日本語吹替 |
| ------------------------ | ---------- |
| チャールズ・チャップリン | 平田広明   |
| エドナ・パーヴァイアンス | 安達忍     |
| エリック・キャンベル     | 宝亀克寿   |
| （ナレーター）           | 近石真介   |

- 初回放送2014年11月23日スター・チャンネル[1]

この作品はサイレント映画だが、チャップリンのデビュー100周年を記念し、日本チャップリン協会監修のもと、日本語吹替が製作された。